# Kungälv

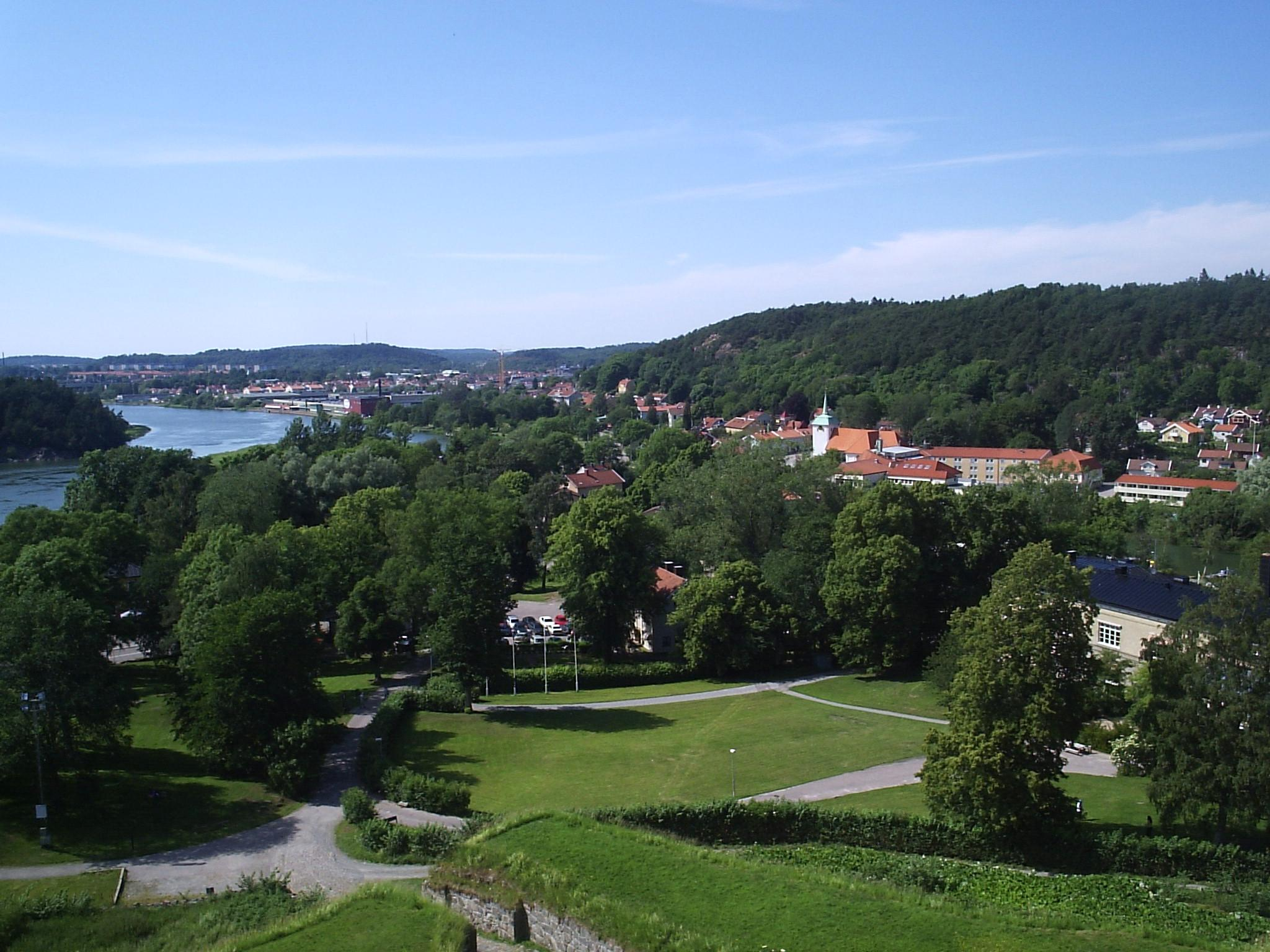
Panoramă

Kungälv este un oraș în Suedia.

## Demografie
| \| Evoluția demografică a zonei urbane Kungälv, 1970–2015 \| Evoluția demografică a zonei urbane Kungälv, 1970–2015 \| Evoluția demografică a zonei urbane Kungälv, 1970–2015 \| Evoluția demografică a zonei urbane Kungälv, 1970–2015 \| Evoluția demografică a zonei urbane Kungälv, 1970–2015 \| \| --------------------------------------------------------------------------------------- \| ------------------------------------------------------ \| ------------------------------------------------------ \| ------------------------------------------------------ \| ------------------------------------------------------ \| \| An \| \| \| Locuitori \| \| \| 1970 \| 1970 \| \| 11.621 \| 11.621 \| \| 1975 \| 1975 \| \| 12.764 \| 12.764 \| \| 1980 \| 1980 \| \| 16.693 \| 16.693 \| \| 1990 \| 1990 \| \| 18.740 \| 18.740 \| \| 1995 \| 1995 \| \| 20.181 \| 20.181 \| \| 2000 \| 2000 \| \| 20.454 \| 20.454 \| \| 2005 \| 2005 \| \| 21.139 \| 21.139 \| \| 2010 \| 2010 \| \| 22.768 \| 22.768 \| \| 2015 \| 2015 \| \| 24.101 \| 24.101 \| \| Sursa: SCB - Statistika Centralbyrån, Folkmängden per tätort. Vart femte år 1960 - 2016 \| \| \| \| \| |      |  |           |        |
| Evoluția demografică a zonei urbane Kungälv, 1970–2015 |      |  |           |        |
| An |      |  | Locuitori |        |
| 1970 | 1970 |  | 11.621    | 11.621 |
| 1975 | 1975 |  | 12.764    | 12.764 |
| 1980 | 1980 |  | 16.693    | 16.693 |
| 1990 | 1990 |  | 18.740    | 18.740 |
| 1995 | 1995 |  | 20.181    | 20.181 |
| 2000 | 2000 |  | 20.454    | 20.454 |
| 2005 | 2005 |  | 21.139    | 21.139 |
| 2010 | 2010 |  | 22.768    | 22.768 |
| 2015 | 2015 |  | 24.101    | 24.101 |
| Sursa: SCB - Statistika Centralbyrån, Folkmängden per tätort. Vart femte år 1960 - 2016 |      |  |           |        |